# Inseminação artificial

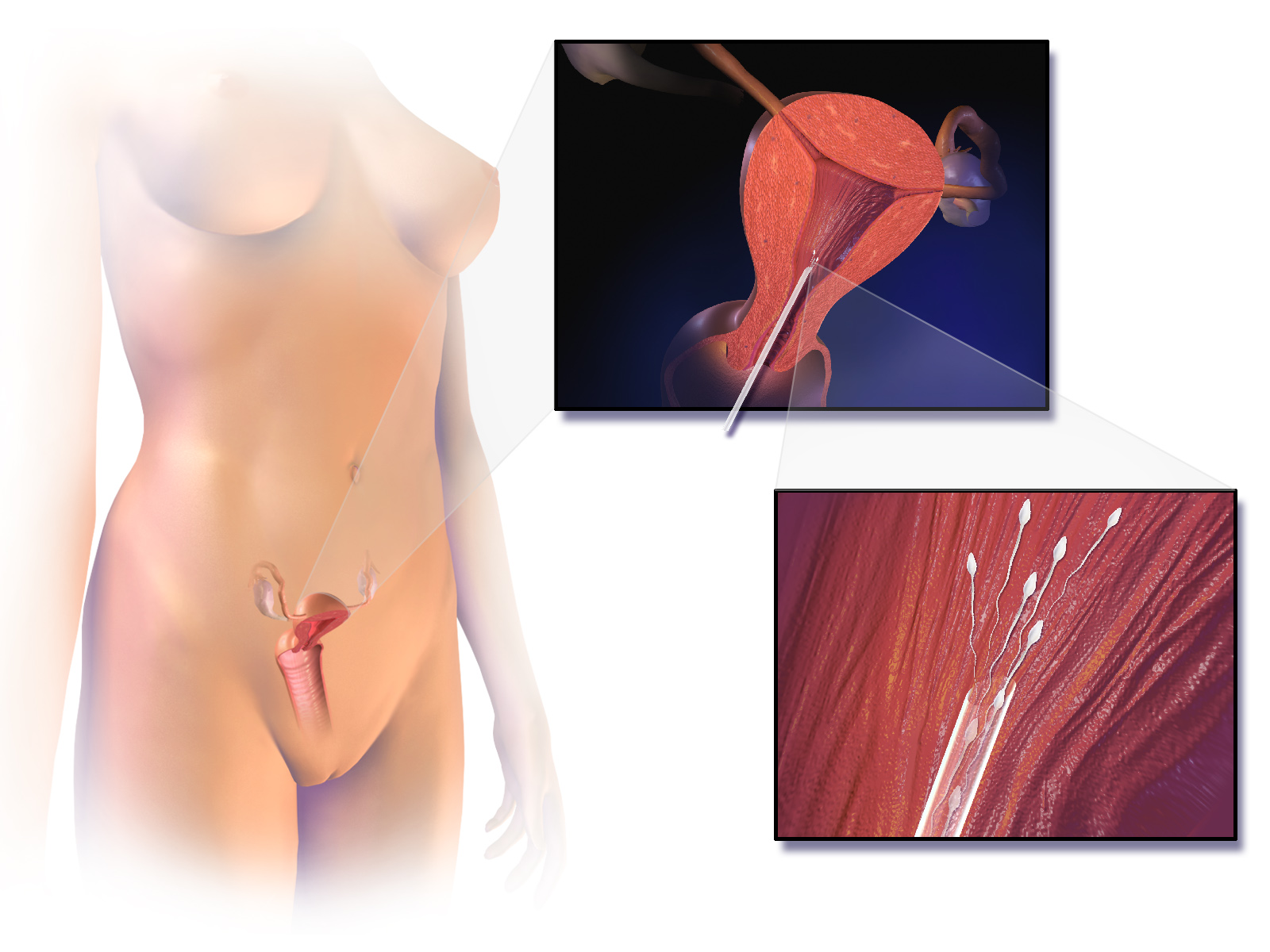
Ilustrações representando uma inseminação artificial

A inseminação artificial ou inseminação intrauterina é uma técnica de reprodução medicamente assistida que consiste na deposição artificial do sêmen nas vias genitais da fêmea. Utiliza-se em casos em que os espermatozoides não conseguem atingir as trompas ou, simplesmente, o indivíduo opta por esse procedimento. Consiste em transferir, para a cavidade uterina, os espermatozoides previamente recolhidos e processados, com a seleção dos espermatozoides morfologicamente mais normais e móveis.

## História
A inseminação artificial teve seus primeiros relatos no século XIX, quando Dr. Hunter retirou o sêmen de um homem, com problema de hipospadia, e o injetou no colo do útero de sua mulher. O primeiro grande avanço da técnica ocorreu com a possibilidade de indução da ovulação com gonodotrofinas e posteriormente dos foliculos com ultrasonografia. Nos anos oitenta, se iniciou o procedimento com a preparação do espermatozóide em laboratório através de técnicas de lavagem e capacitação do sêmen, para ser injetado diretamente no útero através de um catéter.
Em Portugal, a inseminação intrauterina (IIU) foi introduzida em 1985, no Porto, pelo Professor Doutor Alberto Barros.

## Seleção do Esperma
Esta inseminação pode efetuar-se com esperma do companheiro ou, em caso de infertilidade deste, com espermatozoides de um doador. Os critérios de seleção dos doadores são rigorosos, baseados em diversos exames relativos ao estado de saúde e da qualidade dos espermatozoides.

## Crioconservação dos Espermatozoides
Os espermatozoides podem ser crioconservados, permitindo organizar bancos de esperma nos hospitais e clínicas, para posterior utilização. A técnica de crioconservação implica diversas etapas. Primeiramente, adiciona-se um crioprotetor e, em seguida, os espermatozoides são imersos e guardados em criotubos a -196 °C, em azoto líquido. Cada tubo contém a quantidade necessária de espermatozoides para a inseminação. A crioconservação de espermatozoides é também efetuada em caso de ocorrerem problemas graves de saúde, como intervenções cirúrgicas, quimioterapia e radioterapia, que possam afetar a produção de espermatozoides do homem.

## Legislação Brasileira
Filhos gerados por meio de inseminação artificial são reconhecidos pelo Código Civil Brasileiro (2002) como sendo presumidamente concebidos dentro da constância do Casamento. Isso significa que o cônjuge da mulher inseminada será presumidamente o pai da(s) criança(s). Essa presunção só poderá ser afastada no caso do referido provar que o sêmen utilizado não era seu. Também são reconhecidos os filhos gerados por inseminação após o falecimento do marido, se ocorrer em até 300 dias após a morte do mesmo, ou dentro de qualquer lapso temporal, desde que seja comprovada a utilização de seu gameta.